# Металургійний комбінат у Белларі
Металургійний комбінат у Белларі – підприємство чорної металургії Алжиру, яке знаходиться на півночі країни за півсотні кілометрів на південний схід від Джиджелю.
Проект реалізувала компанія Algerian Qatari Steel (AQS), яку створили Qatar Steel International Company of Qatar (49%) та місцеві IMETAL Group (46%) і Fonds National de l’Investissement (5%).
Станом на середину 2020-х основними виробництвами комбінату є:
- установка прямого відновлення заліза, що використовує технологію MIDREX та має річну потужність у 2,5 млн тон. Установка може видавати продукцію в холодному та гарячому вигляді, при цьому у другому варіанті вона транспортується по спеціальному конвеєру прямо до сталеплавильного переділу, що дозволяє забезпечити високу енергоефективність; 
- дві 120-тонні електродугові печі загальною потужністю 2,2 млн тон сталі на рік;
- три прокатні стани, два річною потужністю по 0,75 млн тон розраховані на випуск будівельної арматури, а ще один з показником 0,5 млн тон продукує котанку.
Запуск комбінату почався із введення в 2017 – 2019 роках прокатних станів, що первісно працювали на імпортованій заготовці. Сталеплавильні печі ввели в дію у 2019-му та 2020-му, а установка прямого відновлення почала роботу в 2021 році.  
В 2022-му випустили 1,7 млн тон заліза прямого відновлення, три чверті якого було у гарячому вигляді для потреб наступного переділу.
Реалізована у Белларі технологія прямого відновлення потребує великих обсягів природного газу, що надходить до регіону по трубопроводу Рамдан-Джамаль – Джиджель. Що стосується постачання електроенергії, то можливо відзначити, що біч-о-біч з майданчиком комбінату в 2023-му ввели в дію ТЕС Беллара.